# 劉歙
劉 歙（りゅう きゅう、? - 34年）は、中国の新代から後漢時代にかけての政治家・武将。字は経孫。荊州南陽郡蔡陽県（湖北省棗陽市）の人。従兄弟は劉茂・劉匡。子は劉終・劉燀。後漢の光武帝（劉秀）の族父にあたる。

## 事跡
| 姓名           | 劉歙                            |
| 時代           | 新代                            |
| 生没年         | 生年不詳 - 34年（建武10年）     |
| 字・別号       | 経孫（字）                      |
| 本貫・出身地等 | 荊州南陽郡蔡陽県                |
| 職官           | 〔不詳〕                        |
| 爵位・号等     | 元氏王〔更始〕→泗水王〔後漢〕   |
| 陣営・所属等   | 更始帝→光武帝                   |
| 家族・一族     | 子：劉終 劉燀 従兄弟：劉茂 劉匡 |

『後漢書』で一応伝こそ立てられているが、劉歙本人については、反新の軍事活動でさしたる功績は記録されていない。むしろ、子の劉終の方が、劉秀と親しい関係にあったことから、父よりも活躍している。
更始2年（24年）2月、更始帝が長安に遷都すると、劉歙もこれに随従し、元氏王に封じられている。しかし、更始3年（25年）に更始政権が滅亡すると、劉歙は劉終と共に洛陽へ逃げ込み、光武帝に降った。建武2年（26年）、劉歙は泗水王に封じられ、劉終は菑川王に封じられた。
建武10年（34年）、劉歙は死去し、子の劉燀が後を継いだが、棠渓侯に転封された。菑川王劉終も父の死を悲しむ余り、後を追うように病没し、長男の劉柱が後を継いだが、邔侯に転封された。劉終の子の劉鳳は曲陽侯に封じられた。